# Museum of International Folk Art
Le Museum of International Folk Art est une institution gérée par la ville de Santa Fe, au Nouveau-Mexique, aux États-Unis. C'est l'une des nombreuses institutions culturelles gérées par le Département des affaires culturelles du Nouveau-Mexique.

## Histoire
Le musée a été fondé par Florence Dibell Bartlett et a ouvert ses portes au public en 1953. Il a acquis une reconnaissance nationale et internationale comme abritant la plus grande collection d'art populaire international au monde. La collection de plus de 135 000 artefacts constitue la base des expositions dans quatre ailes distinctes: Bartlett, Girard, Hispanic Heritage et Neutrogena. Le bâtiment abritant le musée a été conçu par le célèbre architecte du Nouveau-Mexique, John Gaw Meem.
L'aile Girard, avec son exposition populaire, Multiple Visions: Un lien commun, présente l'art populaire, l'art populaire, les jouets et les textiles de plus de 100 pays. L'exposition est unique en ce sens qu'elle a été conçue par le donateur, Alexander Girard, un architecte et designer de premier plan. La collection comprend des jouets et des poupées, des costumes, des masques, des textiles de toutes sortes, de l'art populaire religieux, des peintures, des perles et bien plus encore. Depuis l'ouverture du salon en 1982, plus d'un million de visiteurs ont franchi les portes du monde si particulier de Girard.  
La collection Neutrogena du musée a été offerte en 1995, par l'ancien PDG de Neutrogena, Lloyd Cotsen. Elle comprend plus de 2 500 textiles, céramiques et sculptures du monde entier. L'aile du patrimoine hispanique a ouvert ses portes en 1988 et constituait à l'époque le seul espace réservé à l'art espagnol dans l'État. Cette aile a été rénovée et rouverte à l'automne 2009, continuant de mettre l'accent sur l'art folklorique hispanique du Nouveau-Mexique et au-delà. 
L'aile Bartlett, nommée en l'honneur de la fondatrice du musée, Florence Dibell Bartlett, propose des expositions tournantes basées sur les collections du musée. Le musée se trouve sur la colline du musée à Santa Fe et abrite le marché international de l'art folklorique. Le musée d'art populaire international partage la place Milner avec une autre institution gérée par l'État, le musée des arts et de la culture indiens et le laboratoire d'anthropologie. À côté de ceux-ci se trouvent le musée privé des Indiens d'Amérique, Wheelwright, le musée de l'art colonial espagnol et le jardin botanique de Santa Fe.